# This Must Be the Place
Pour plus de détails, voir Fiche technique et Distribution.
This Must Be the Place est un film franco-irlando-italien de Paolo Sorrentino sorti en 2011 et présenté en compétition officielle lors du Festival de Cannes 2011, où il a obtenu le Prix du jury œcuménique.

## Synopsis
Cheyenne est une ancienne star de rock gothique, maintenant âgé de 50 ans et vivant de ses rentes à Dublin. La mort de son père le ramène à New York. Une conversation avec un cousin le décide à partir à la recherche, à travers l'Amérique, du tortionnaire nazi de son père à Auschwitz.

## Fiche technique
- Titre : This Must Be the Place
- Réalisation : Paolo Sorrentino
- Scénario : Umberto Contarello et Paolo Sorrentino
- Photographie : Luca Bigazzi
- Décors : Stefania Cella
- Costumes : Karen Patch
- Musique : David Byrne, Will Oldham
- Montage : Cristiano Travaglioli
- Sociétés de production : Indigo Film, Lucky Red et Medusa Film
  - Coproduction : ARP Sélection et Élément Pictures
  - En association avec : Pathé, Intesa San Paolo, Irish Film Board, Section 481 et Eurimages Council of Europe
- Société de distribution :  ARP Sélection
- Budget : 28 millions $
- Pays de production :  Italie,  France,  Irlande
- Langue : anglais
- Format :
- Genre : drame
- Durée : 118 minutes
- Dates de sortie :
  - France :  20 mai 2011 (Festival de Cannes 2011)[1]
  - France : 24 août 2011
  - Italie : 14 octobre 2011

## Distribution
Source et Légende doublage : VF = Version Française
- Sean Penn (VF : Emmanuel Karsen) : Cheyenne
- Frances McDormand (VF : Françoise Vallon) : Jane, la femme de Cheyenne, pompier
- Judd Hirsch (VF : Yves Barsacq) : Mordecai Midler, le détective
- Kerry Condon (VF : Edwige Lemoine) : Rachel
- Eve Hewson : Mary
- Sam Keeley : Desmond
- Harry Dean Stanton (VF : Bernard Tiphaine) : Robert Plath, l'inventeur des valises à roulettes
- Joyce Van Patten (VF : Monique Martial) : Dorothy Shore, l'ancienne institutrice de Cheyenne
- David Byrne : lui-même
- Olwen Fouéré : la mère de Mary
- Shea Whigham (VF : Guillaume Lebon) : Ernie Ray
- Liron Levo (VF : Constantin Pappas) : Richard
- Heinz Lieven (VF : Michel Ruhl) : Aloise Lange, l'Allemand traqué
- Simon Delaney : Jeffrey
- Johnny Ward : Steven, le chanteur du centre commercial

## Titre du film
David Byrne, ancien membre des Talking Heads, joue son propre rôle dans le film lors d'un concert à New York. Par ailleurs Cheyenne insiste, lorsqu'un enfant lui demande de chanter la chanson This Must Be the Place d'Arcade Fire, pour préciser que le groupe canadien a fait une reprise de la chanson des Talking Heads, qui donne le titre au film.